# Contopus hispaniolensis
Piuí-dominicano ou piuí-haitiano (Contopus hispaniolensis) é uma espécie de ave da família Tyrannidae.
Pode ser encontrada nos seguintes países: República Dominicana e Haiti.